# 小行星11156
小行星11156（11156 Al-Khwarismi）是一颗绕太阳运转的小行星，为主小行星带小行星。该小行星于1997年12月31日发现。

## 轨道参数
小行星11156的轨道半长轴为2.8949785 UA，离心率为0.077。